# وسام الملكة إليزابيث الثانية لليوبيل الماسي

ميداليات اليوبيل الماسي للملكة إليزابيث الثانية: كندا (يسار)، وممالك الكاريبي (وسط)، والمملكة المتحدة والكومنولث (يمين).

وسام الملكة إليزابيث الثانية لليوبيل الماسي (Queen Elizabeth II Diamond Jubilee Medal)، يُعد أحد الأوسمة التذكارية التي تم إنشاؤها في عام 2012 احتفالًا بمرور ستين عامًا على اعتلاء الملكة إليزابيث الثانية العرش البريطاني. وهو تكريم يهدف إلى الاعتراف بالمساهمات المتميزة للأفراد في مختلف المجالات داخل المملكة المتحدة وكندا وبعض دول الكومنولث.
يوجد أربع نسخ من هذه الميدالية: واحدة صادرة عن المملكة المتحدة، وأخرى عن كندا، والثالثة لدول الكاريبي وهي أنتيغوا وبربودا، وجزر البهاما، وبربادوس، وغرينادا، وجامايكا، وسانت كيتس ونيفيس، وسانت لوسيا، وسانت فنسنت وجزر غرينادين، أما النسخة الرابعة فقد أُصدرت في بابوا غينيا الجديدة.
تتشابه الأشرطة المستخدمة مع النسختين الكندية والبريطانية، بينما تختلف أشرطة ميداليات الكاريبي وبابوا غينيا الجديدة قليلًا. تم منح النسخ المختلفة من الميدالية لعشرات الآلاف من المستلمين في جميع أنحاء عوالم الكومنولث خلال عام اليوبيل.

## خلفية تاريخية

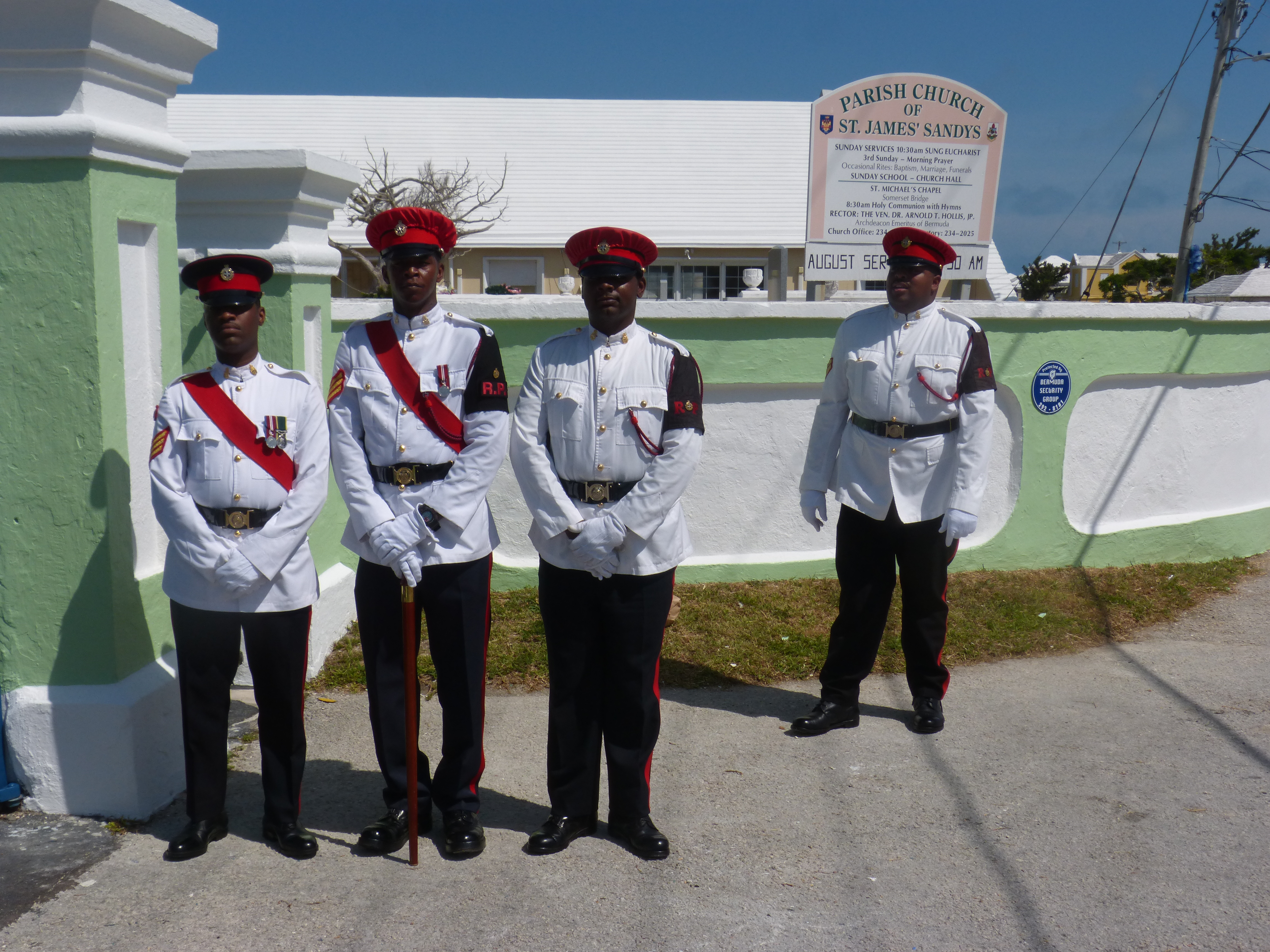
جنود من فوج برمودا الملكي في الجيش البريطاني، اثنان منهم يرتديان ميدالية اليوبيل الماسي للملكة إليزابيث الثانية

تمثل الأوسمة التذكارية تقليدًا ملكيًا بدأ منذ عهد الملكة فيكتوريا، حيث تم تقديم ميداليات للاحتفال بمناسبات اليوبيل الفضي، الذهبي، والماسي للملوك البريطانيين. جاء وسام اليوبيل الماسي للملكة إليزابيث الثانية استكمالًا لهذه التقاليد، حيث تم منحه لأشخاص تميزوا في مجتمعاتهم من خلال الخدمة العامة، العمل الخيري، والمساهمات العسكرية والمدنية. جاء وسام اليوبيل الماسي للملكة إليزابيث الثانية استكمالًا لهذه التقاليد، إذ سبقته ميداليات مثل:
- وسام اليوبيل الفضي (1977): بمناسبة مرور 25 عامًا على اعتلاء العرش.
- وسام اليوبيل الذهبي (2002): بمناسبة مرور 50 عامًا على اعتلاء العرش.
- وسام اليوبيل الماسي (2012): احتفالًا بمرور 60 عامًا على تولي الملكة الحكم.

يظل وسام الملكة إليزابيث الثانية لليوبيل الماسي علامة فارقة في تاريخ التكريم الملكي، حيث يكرم الأفراد الذين كرسوا حياتهم لخدمة بلادهم ومجتمعاتهم. وبفضل رمزيته العميقة وقيمته التاريخية، يبقى هذا الوسام دليلًا على دور هؤلاء الأفراد الفاعل في تنمية المجتمع وتعزيز قيم الولاء والخدمة العامة.

## خطط إصدار الميدالية
تماشيًا مع الاحتفالات السابقة باليوبيل، تم الإعلان عن خطط لإصدار ميدالية تذكارية لأول مرة من قبل رئيس مجلس اللوردات، اللورد ماندلسون، في أوائل عام 2010. ثم تم الإعلان عن التصميم ومعايير الأهلية لاحقًا من قبل وزير الدولة للثقافة، جيريمي هانت، في صيف عام 2011، حيث قال: "آمل أن تكون الميدالية الرسمية بمثابة علامة شكر لكل من يقدّم الكثير باسم المجتمع والخدمة العامة، وأهنئ جميع المستلمين".
تم الإعلان عن إنشاء ميدالية اليوبيل الماسي للملكة إليزابيث الثانية الكندية من قبل الحاكم العام لكندا، ديفيد جونستون، في 3 فبراير 2011، بعد أن وافقت الملكة على ذلك. وقام الحاكم العام ورئيس الوزراء ستيفن هاربر بكشف النقاب عن تصميم الميدالية في قاعة ريدو. تم سك أول ميدالية من قبل الحاكم العام في 6 ديسمبر من العام نفسه.
في يوم اعتلاء العرش عام 2012، تم تقديم أولى الميداليات الكندية إلى 60 مستلمًا خلال حفل أقيم في قاعة ريدو، كما تم منحها لآخرين في مواقع مختلفة في جميع أنحاء كندا. على سبيل المثال، قام نائب الحاكم في جزيرة الأمير إدوارد، فرانك لويس، بمنح الميدالية لستة أشخاص خلال حفل أقيم في بيت الحكومة. وفي الوقت نفسه، تم الإعلان عن منح كل عضو في البرلمان الفيدرالي (MP) وكل سيناتور ميدالية اليوبيل، إلا أن ستة أعضاء على الأقل من البرلمان الكندي من مقاطعة كيبيك (أربعة ينتمون إلى حزب الكتلة الكيبيكية واثنان من الحزب الديمقراطي الجديد) رفضوا التكريم.
- أسباب رفض بعض الأعضاء للميدالية:

- النائبة ماريا موراني (Bloc Québécois): اعتبرت الميدالية "رمزًا للاستعمار" ورأت أن قبولها يتعارض مع قناعاتها المتعلقة بسيادة كيبيك.
- النائب لويس بلاموندون: وصف الأموال التي أنفقتها الملكية على احتفالات وميداليات اليوبيل بأنها تبذير غير ضروري.
- النائب بيير نانتيل (NDP): رفضها لأنه شعر أن أربعة أشهر فقط من الخدمة في مجلس العموم لا تستحق مثل هذا التكريم، وأشار إلى أن هناك شخصًا أكثر استحقاقًا في دائرته الانتخابية.

وفي أبريل 2012، تم الإبلاغ عن انتقادات لبعض المستلمين البريطانيين الذين قاموا بعرض ميدالياتهم للبيع على موقع eBay، في حين أبدى بعض المحاربين القدامى وأفراد البحرية التجارية وخدمات الإسعاف التابعة لسانت جون استياءهم من استبعادهم من التكريم بسبب "الظروف الاقتصادية". ورد متحدث باسم الحكومة قائلًا: "ندرك أن بعض الأفراد والمنظمات قد يصابون بخيبة أمل، لكن من المهم أيضًا الحفاظ على نزاهة وحصرية الميدالية، وليس من الممكن ببساطة تضمين جميع الفئات".
تم إسناد عقد إنتاج الميدالية والأشرطة إلى اتحاد من الشركات الصغيرة الحاصلة على الأوامر الملكية، بقيادة شركة خدمة ميدالية ورشيسترشاير.

## تفاصيل الميدالية
- التأسيس: 2012
- الغرض: تكريم الأفراد الذين قدموا خدمات متميزة لمجتمعاتهم أو لبلدانهم، سواء في مجالات الخدمة العامة، الجيش، العمل الخيري، أو أي مساهمات بارزة أخرى.
- التوزيع: تم منح الميدالية لأفراد مختارين في المملكة المتحدة، كندا، ودول الكومنولث تقديرًا لمساهماتهم.

## تصميم الميدالية
يتميز وسام اليوبيل الماسي بتصميم مميز يعكس المكانة الملكية والتاريخ العريق:
- الوجه الأمامي: حمل صورة الملكة إليزابيث الثانية وهي ترتدي التاج الملكي.
- الوجه الخلفي: ختلف حسب الدولة، لكنه يتضمن عادة رموزًا ملكية أو وطنية مثل التاج الملكي، شعار الدولة، أو رموز مرتبطة باليوبيل الماسي.
- الشريط: يتميز بتصميم خاص يمزج بين ألوان الأحمر، الأبيض، والأزرق في المملكة المتحدة وكندا، بينما تحتوي بعض إصداراته على ألوان مرتبطة بتاريخ الدولة التي تمنحه.

## معايير منح الوسام

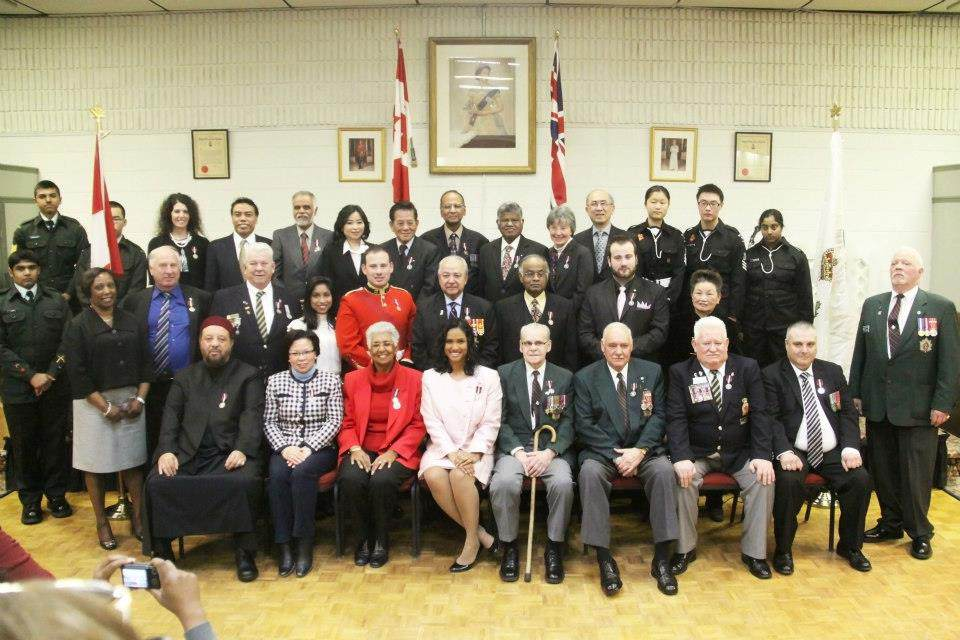
الحاصلون على ميدالية اليوبيل الماسي للملكة إليزابيث الثانية في فرع الفيلق الملكي الكندي 258، تورنتو، أونتاريو، 24 فبراير 2013

تم منح وسام الملكة إليزابيث الثانية لليوبيل الماسي إلى أفراد قدموا مساهمات بارزة في المجتمع، من بينهم:
1. أفراد القوات المسلحة البريطانية والكندية: ممن خدموا في القوات الجوية، البحرية، والبرية لفترة معينة خلال عهد الملكة.
2. الموظفون الحكوميون والقطاع العام: ممن لديهم سجل خدمة طويل وتميزوا في أدوارهم.
3. المتطوعون والعاملون في المجتمع المدني: الذين ساهموا في تحسين حياة المواطنين من خلال العمل الخيري والمبادرات المجتمعية.
4. الشخصيات البارزة في مختلف المجالات: مثل الطب، التعليم، الفنون، الرياضة، والإعلام، حيث تم اختيار بعضهم نظرًا لمساهماتهم الاستثنائية في تطوير المجتمع.

## الأهلية والتوزيع

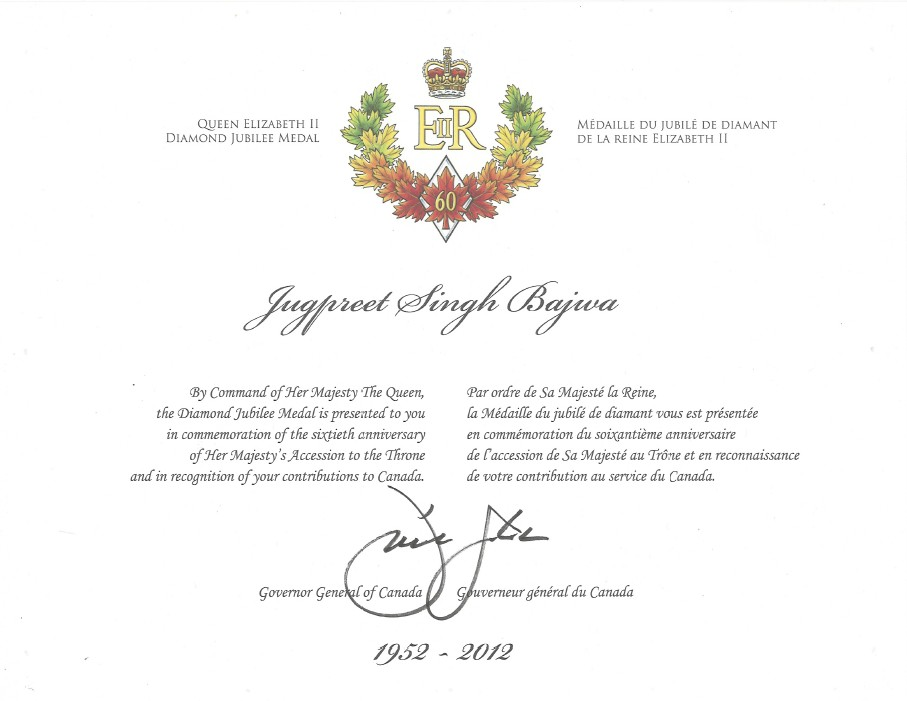
الشهادة المرفقة بميدالية اليوبيل الماسي للملكة إليزابيث الثانية المقدمة إلى الفنان الموسيقي الكندي جوجبريت سينغ باجوا

في المملكة المتحدة وأقاليمها الخارجية، تم منح 450,000 ميدالية فقط لأفراد القوات المسلحة لصاحبة الجلالة (من النظاميين والاحتياطيين) الذين خدموا لأكثر من خمس سنوات، وأعضاء الخدمة التشغيلية في مصلحة السجون الملكية، وأفراد خدمات الطوارئ (بما في ذلك ضباط دعم المجتمع الشرطي) الذين كانوا في خدمة مدفوعة الأجر أو احتياطية أو تطوعية، وأتموا خمس سنوات تقويمية كاملة من الخدمة في 6 فبراير 2012. كما كان حاملو صليب فيكتوريا وصليب جورج وأفراد الأسرة الملكية مؤهلين للحصول على الميدالية. بلغت تكلفة إنتاج الميداليات لوزارة الثقافة والإعلام والرياضة 8 ملايين جنيه إسترليني.
تم منح الميدالية الكندية، التي تهدف إلى "تكريم المساهمات والإنجازات البارزة للكنديين"، من قبل مكتب التكريم في قاعة ريدو، حيث تم منحها لـ 60,000 مواطن ومقيم دائم في كندا ممن قدموا مساهمة كبيرة لوطنهم، أو لمجتمعهم، أو لكندا خلال الستين عامًا السابقة. كان من الممكن منح الميدالية بعد الوفاة إذا كان المستلم على قيد الحياة في 6 فبراير 2012.
تم تخصيص الميداليات إما تلقائيًا لأفراد ينتمون إلى فئات معينة محددة مسبقًا – مثل المدرجين في ترتيب الأسبقية الكندي، أو أعضاء وسام كندا، أو الحاصلين على صليب الشجاعة – أو من خلال ترشيح مسؤولين محددين، مثل الحاكم العام، أو أعضاء مجلس الشيوخ، أو رئيس هيئة الأركان الدفاعية، أو رؤساء منظمات غير حكومية مختلفة. كما كان للحاكم العام الحق في منح "جوائز استثنائية" لهذه الميدالية.
في 30 مايو 2012، قدم الأمير تشارلز، أمير ويلز، ميداليات اليوبيل البريطانية إلى 28 عضوًا من جمعية صليب فيكتوريا وصليب جورج، من بينهم أفراد من المملكة المتحدة، وأستراليا، ونيبال، وإندونيسيا، بالإضافة إلى ممثلين من مالطا وشرطة أولستر الملكية، اللتين تم منحهما صليب جورج بشكل جماعي في عامي 1942 و1999، على التوالي.
في جامايكا، تم منح ميدالية اليوبيل الماسي لأفراد قوة الدفاع الجامايكية، وقوة الشرطة الجامايكية، وإدارة خدمات الإصلاح، وإدارة الإطفاء في جامايكا، وخدمات الطوارئ.

## التوزيع والانتشار
تم منح الميدالية إلى آلاف الأشخاص في مختلف الدول:
- المملكة المتحدة: حوالي 450,000 شخص، معظمهم من العاملين في القطاع العام والقوات المسلحة.
- كندا: تم منحها إلى حوالي 60,000 مواطن كندي من المتطوعين، العسكريين، والقادة المجتمعيين.
- دول الكومنولث الأخرى: مثل أستراليا ونيوزيلندا، حيث تم منحها لأفراد أسهموا في خدمة مجتمعاتهم.

## أهمية الوسام وتأثيره
يعد وسام اليوبيل الماسي أكثر من مجرد تكريم رمزي، حيث يعكس القيم الملكية ويشجع على العمل المجتمعي، ويهدف إلى:
- تعزيز الشعور بالانتماء الوطني.
- تكريم الأفراد الذين قدموا مساهمات استثنائية في المجتمع.
- تعزيز روح العمل التطوعي والخدمة العامة.
- الاحتفاء بإنجازات الأفراد وتحفيز الأجيال القادمة على الإسهام في تنمية المجتمع.

## وسام اليوبيل الماسي في السياق الملكي
يشكل هذا الوسام جزءًا من الإرث الملكي البريطاني، حيث كانت الملكة إليزابيث الثانية من أطول الملوك حكمًا في التاريخ البريطاني. وقد كان الاحتفال باليوبيل الماسي حدثًا كبيرًا تخللته احتفالات شعبية ضخمة ومراسم رسمية في مختلف دول الكومنولث.